# پالمیرا (واییه دل کائوکا)
پالمیرا (واییه دل کائوکا) (به اسپانیایی: Palmira, Valle del Cauca) یک سکونتگاه مسکونی در کلمبیا است که در بخش بایه دل کائوکا واقع شده‌است.

## خصوصیات
پالمیرا ۱٬۱۲۳ کیلومترمربع مساحت و ۲۴۵٬۱۰۹ نفر جمعیت دارد و ۱٬۰۰۱ متر بالاتر از سطح دریا واقع شده‌است.